# Tembolon
Tembolon is een bestuurslaag in het regentschap Bener Meriah van de provincie Atjeh, Indonesië. Tembolon telt 115 inwoners (volkstelling 2010).